# 雙孔似肩鰓䲁
雙孔似肩鰓䲁（學名：Omox biporos），為輻鰭魚綱鳚形目䲁科似肩鰓䲁屬的一種，分布於西太平洋暹羅灣到巴布亞新幾內亞, 北至琉球群島, 南至新喀里多尼亞、帛琉到密克羅尼西亞海域，深度0至3公尺，本魚體延長，略側扁，頭短鈍，體色深棕色，側面有黑色斑點，頭上有黑色條紋，魚鰭透明，背鰭硬棘12枚、背鰭軟條15-17枚、臀鰭硬棘2枚、臀鰭軟條17-19枚，體長可達4.6公分，棲息在沿海紅樹林、河口區，雌魚產附著性卵，雄魚有護卵行為，幼魚為浮游性，生活習性不明。